# Saison 5 de Stargate SG-1
Chronologie
Saison 4 Saison 6
Cet article présente le guide des épisodes de la cinquième saison de la série télévisée Stargate SG-1.

## Distribution
- Richard Dean Anderson : Colonel Jack O'Neill
- Michael Shanks : Dr Daniel Jackson
- Amanda Tapping : Major Samantha Carter
- Christopher Judge : Teal'c
- Don S. Davis : Major-Général George Hammond

## Épisodes

### Épisode 1:Ennemis jurés (2/3)
- États-Unis : 29 juin 2001

Martin Wood
- Adaptation : Robert C. Cooper

- Carmen Argenziano (Général Jacob Carter/Selmak)
- Peter Williams (Apophis)
- Jennifer Calvert (Conseillère Ren'al)
- Gary Jones (Sergent Walter Harriman)

### Épisode 2:Le Seuil (3/3)
- États-Unis : 6 juillet 2001

- Tony Amendola (Bra'tac)
- Brook Parker (Drey'auc)
- Peter Williams (Apophis)
- David Lovgren (Va'lar)
- Teryl Rothery (Dr Janet Fraiser)

### Épisode 3:Ascension
- États-Unis : 13 juillet 2001

- Sean Patrick Flanery (Orlin)
- John de Lancie (Colonel Frank Simmons)
- Teryl Rothery (Dr Janet Fraiser)
- Eric Breker (Colonel Albert Reynolds)

### Épisode 4:Le Cinquième Homme
- États-Unis : 20 juillet 2001

- Dion Johnstone (Lieutenant Tyler)
- Gary Jones (Sergent Walter Harriman)
- John de Lancie (Colonel Frank Simmons)
- Teryl Rothery (Dr Janet Fraiser)

### Épisode 5:Mission soleil rouge
- États-Unis : 27 juillet 2001

- Fred Applegate (Chef Elrad)
- John Prosky (Frère Malchus)
- Brian Jensen (Freyr)
- Norman Armour (Dr Douglas MacLaren)

### Épisode 6:Rite initiatique
- États-Unis : 3 août 2001

- Colleen Rennison (Cassandra)
- Jacqueline Samuda (Nirrti)
- Teryl Rothery (Dr Janet Fraiser)

### Épisode 7:Maîtres et serviteurs
- États-Unis : 10 août 2001

- Larry Drake (Burrock)
- Dion Johnstone (Chaka)
- Alex Zahara (Unas timide)
- Vincent Hammond (Grand Unas)

### Épisode 8:La Tombe
- États-Unis : 17 août 2001

- Garry Chalk (Colonel Chekov)
- Earl Pastko (Colonel Zukhov)
- Alexander Kalugin (Major Vallarin)
- Jennifer Halley (Lieutenant Tolinev)
- Vitaliy Kravchenko (Lieutenant Marchenko)

### Épisode 9:Traquenard
- États-Unis : 24 août 2001

- Garwin Sanford (Narim)
- Marie Stillin (Haute Chancelière Travell)
- Peter Wingfield (Tanith)
- Gary Jones (Sergent Walter Harriman)

### Épisode 10:Les Faux Amis
- États-Unis : 31 août 2001

- Christopher Cousins (Ambassadeur Joseph Faxon)
- Dion Luther (Mollem)
- Robert Moloney (Borren)
- Gary Jones (Sergent Walter Harriman)
- Ronny Cox (Sénateur Kinsey)
- Rob Lee (Major Ben Pierce)

### Épisode 11:Ultime Recours
- États-Unis : 7 septembre 2001

- John de Lancie (Colonel Frank Simmons)
- Tom McBeath (Colonel Harry Maybourne)
- Bill Marchant (Adrian Conrad)
- Andrew Johnstone (Médecin 1)
- Ted Cole (Médecin 2)
- Carrie Genzel (Diana Mendez)
- Teryl Rothery (Dr Janet Fraiser)

### Épisode 12:Wormhole X-Treme
- États-Unis : 8 septembre 2001

Peter DeLuise
- Adaptation : Joseph Mallozzi et Paul Mullie

- Willie Garson (Martin Lloyd)
- Michael DeLuise (Nick Marlowe/Colonel Danning)
- Peter DeLuise (Réalisateur)
- Jill Teed (Yolanda Reese/Stacy Monroe)
- Robert Lewis (Dr Peter Tanner)
- Benjamin Ratner (Producteur)
- Teryl Rothery (Dr Janet Fraiser)

### Épisode 13:L'Épreuve du feu
- États-Unis : 8 mars 2002

- Courtenay J. Stevens (Lieutenant Elliot)
- Elisabeth Rosen (Lieutenant Jennifer Hailey)
- Grace Park (Lieutenant Satterfield)
- David Kopp (Lieutenant Grogan)
- Michael Kopsa (Brigadier-Général Michael Kerrigan)

### Épisode 14:48 heures
- États-Unis : 15 mars 2002

- David Hewlett (Rodney McKay)
- Tom McBeath (Colonel Harry Maybourne)
- Colin Cunningham (Major Paul Davis)
- Bill Marchant (Adrian Conrad)
- Garry Chalk (Colonel Chekov)
- Gary Jones (Sergent Walter Harriman)
- John de Lancie (Colonel Frank Simmons)

### Épisode 15:Sans issue (1/2)
- États-Unis : 22 mars 2002

- Carmen Argenziano (Général Jacob Carter/Selmak)
- Anna-Louise Plowman (Dr Sarah Gardner/Osiris)
- Kevin Durand (Lord Zipacna)
- Cliff Simon (Ba'al)
- Vince  Crestejo (Yu-Huang Shang Ti)
- Courtenay J. Stevens (Lieutenant Elliot)
- Jennifer Calvert (Ren'al)
- Gary Jones (Sergent Walter Harriman)
- William de Vry (Aldwin)

### Épisode 16:Sans issue (2/2)
- États-Unis : 29 mars 2002

- Carmen Argenziano (Général Jacob Carter/Selmak)
- Anna-Louise Plowman (Dr Sarah Gardner/Osiris)
- Kevin Durand (Lord Zipacna)
- Cliff Simon (Ba'al)
- Vince  Crestejo (Yu-Huang Shang Ti)
- Courtenay J. Stevens (Lieutenant Elliot/Lantash)
- Jennifer Calvert (Ren'al)
- Gary Jones (Sergent Walter Harriman)
- William de Vry (Aldwin)

### Épisode 17:Impact
- États-Unis : 5 avril 2002

- Colin Cunningham (Major Paul Davis)
- Gary Jones (Sergent Walter Harriman)
- Teryl Rothery (Dr Janet Fraiser)
- David Bloom (Ingénieur Spellman)
- Greg Anderson (Ingénieur Webber)
- Michael Teigen (Astronome amateur)

### Épisode 18:Le Guerrier
- États-Unis : 12 avril 2002

Peter DeLuise
- Adaptation : Peter DeLuise

- Tony Amendola (Bra'tac)
- Rick Worthy (K'tano/Imhotep)
- Obi Ndefo (Rak'nor)
- Vince  Crestejo (Yu-Huang Shang Ti)

### Épisode 19:Menace
- États-Unis : 26 avril 2002

Martin Wood
- Adaptation : Peter DeLuise

- Danielle Nicolet (Reese)
- Gary Jones (Sergent Walter Harriman)
- Teryl Rothery (Dr Janet Fraiser)

### Épisode 20:La Sentinelle
- États-Unis : 3 mai 2002

- Henry Gibson (Marul)
- Frank Cassini (Colonel Sean Grieves)
- Christina Cox (Lieutenant Kershaw)
- David Kopp (Lieutenant Grogan)
- Gary Jones (Sergent Walter Harriman)

### Épisode 21:Zénith
- États-Unis : 10 mai 2002

- Corin Nemec (Jonas Quinn)
- Carmen Argenziano (Jacob Carter)
- Gary Jones (Sergent Walter Harriman)
- Mel Harris (Oma Desala)
- Teryl Rothery (Dr Janet Fraiser)

### Épisode 22:Révélations
- États-Unis : 17 mai 2002

- Michael Shanks (Thor) (voix)
- Teryl Rothery (Heimdall) (voix)
- Brian Jensen (Freyr) (voix)
- Anna-Louise Plowman (Osiris)
- David Palffy (Anubis)
- P.J. Johal (Commandant Jaffa)